# Neocancilla
Neocancilla là một chi ốc biển, là động vật thân mềm chân bụng sống ở biển trong họ Mitridae.

## Các loài
Các loài thuộc chi Neocancilla bao gồm:
- Neocancilla antoniae H. Adams[2]
- Neocancilla arenacea (Dunker, 1852)[3]
- Neocancilla baeri Turner & Cernohorsky, 2003[4]
- Neocancilla circula (Kiener, 1838)[5]
- Neocancilla clathrus (Gmelin, 1791)[6]
- Neocancilla daidaleosa Li, Zhang & Li, 2005[7]
- Neocancilla hebes (Reeve, 1845)[8]
- Neocancilla hemmenae Salisbury & Heinicke, 1993[9]
- Neocancilla kayae Cernohorsky, 1978[10]
- Neocancilla papilio (Link, 1807)[11]
- Neocancilla pretiosa (Reeve, 1844)[12]
- Neocancilla rikae De Suduiraut, 2004[13]
- Neocancilla takiisaoi (Kuroda, 1969)[14]
- Neocancilla waikikiensis (Pilsbry, 1921)[15]